# Zapadni Mali sundski otoci
Zapadni Mali sundski otoci (indonezijski: Nusa Tenggara Barat – NTB) je pokrajina u Indoneziji. Smještena je na zapadu Malih sundskih otoka, osim otoka Balija koji je posebna pokrajina. Grad Mataram na otoku Lombokuu glavni je grad i najveći grad u pokrajini. Ukupne je površine 19.708,79 km2 i populacije po popisu 2010. bila je 4.496.855; posljednje službene procjene (siječnja 2014.) su 4.702.389.
Etničke skupine u ovoj provinciji su Sasak (68%), Bimanci (14%), Sumbawci (8%), Balijci (3%), Dompuanci (3%), Javanci (2%). Govori se indonezijskim jezikom. Vjera je islam (96%), hindu (3%), budizam (1%) 
Lombok većinom nastanjava narod Sasak i manina Balijaca. Sumbawu nastanjavaju etničke skupine Sumbawa i Bima. Svaka ima svoj jezik. 70.4% stanovnika pokrajine živi na Lomboku (prema popisu 2010.), koji zauzima samo 22.9% površine. 
Lokalnu samoupravu Zapadnih Malih sundskih otoka čini osam kabupatena i dvije kotamadye. Na otoku Lomboku su grad Mataram, kabupateni Zapadni Lombok, Sjeverni Lombok, Središnji Lombok i Istočni Lombok. Na otoku Sumbawi su grad Bima, kabupateni Zapadna Sumbawa, Sumbawa, Dompu i Bima. Indonezijska vlada razmatra izdvojiti iz pokrajine Zapadnih Malih sundskih otoka posebnu pokrajinu koja će obuhvaćati otok Sumbawu.  Nije poznato hoće li ostatak sadašnje pokrajine, koja obuhvaća kabupatene na Lomboku promijeniti ime.

## Vanjske poveznice
Nusa Tenggara Barat  Arhivirana inačica izvorne stranice od 22. kolovoza 2010. (Wayback Machine)